# Livingston (eiland)
Livingston is een van de Zuidelijke Shetlandeilanden.
Livingston ligt 110 km ten noorden van het Antarctisch vasteland. 
Het eiland herbergt de Tangra Mountains, waarvan Mount Friesland het hoogste punt op 1700 meter boven de zeespiegel. Het eiland werd in 1819 ontdekt door de Britse ontdekkingsreiziger William Smith (1790-1847). Op het eiland liggen enkele poolstations.

## Kaart
- L.L. Ivanov. Antarctica: Livingston Island and Greenwich, Robert, Snow and Smith Islands. Scale 1:120000 topographic map. Troyan: Manfred Wörner Foundation, 2010. ISBN 978-954-92032-9-5 (First edition 2009. ISBN 978-954-92032-6-4)

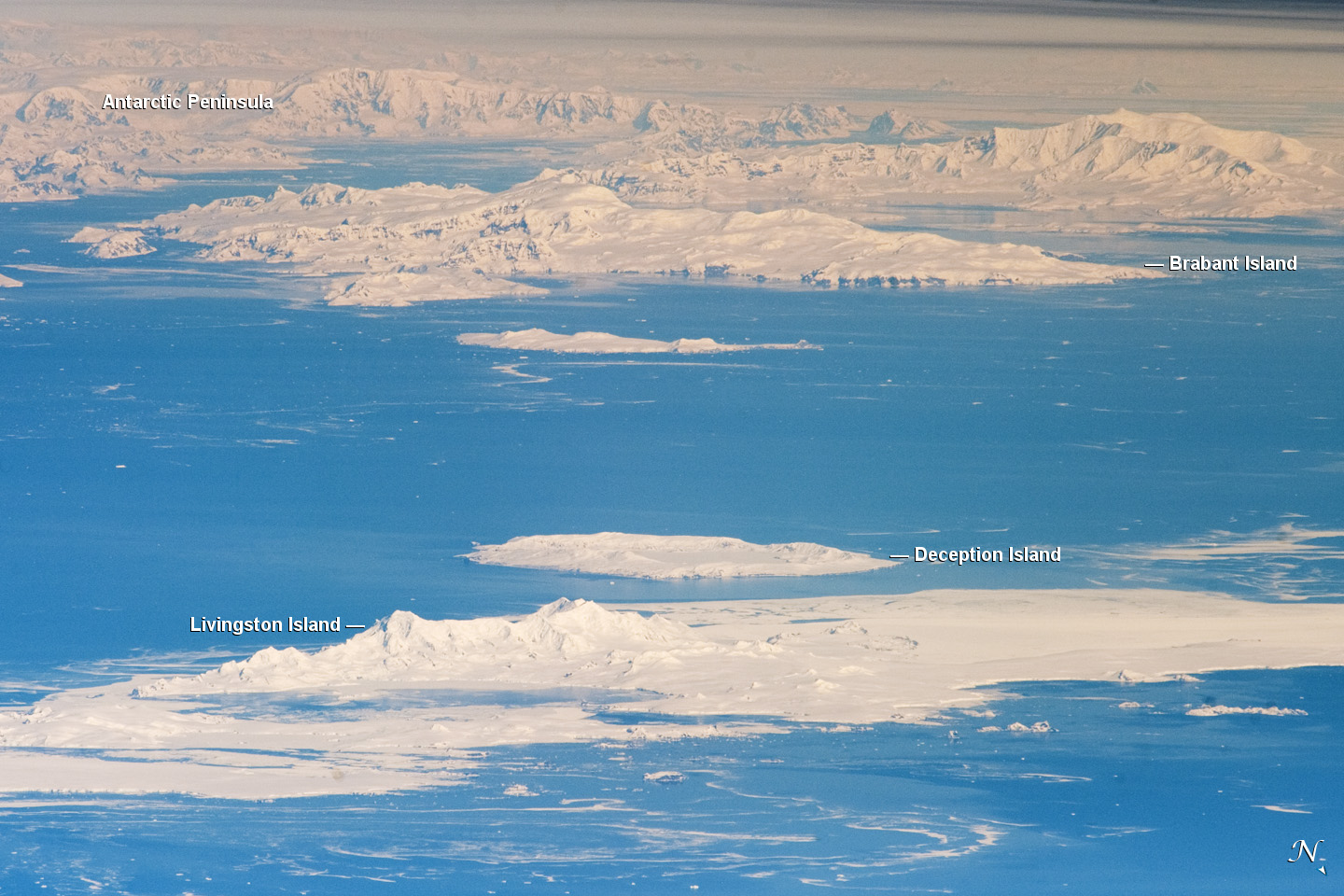
Foto van Livingston, genomen vanuit de ISS

- L.L. Ivanov. Antarctica: Livingston Island and Smith Island. Scale 1:120000 topographic map. Manfred Wörner Foundation, 2017. ISBN 978-619-90008-3-0